# Murielle Ahouréová
Murielle Ahouré (* 23. srpna 1987, Abidžan, Pobřeží slonoviny) je atletka z Pobřeží slonoviny. Specializuje se na 100 a 200 metrů. Získala dvě stříbrné medaile na Mistrovství světa v atletice v roce 2013 v Moskvě.

## Sportovní kariéra
Stříbrnou medaili získala také na Mistrovství světa v halové atletice v roce 2012 v běhu na 60 metrů v Istanbulu. Jejím osobním rekordem v běhu na 100 metrů je čas 10,91 sekundy z roku 2013 a v běhu na 200 metrů 22,24 sekundy také z roku 2013. Na letní olympijských hrách v Londýně v běhu na 100 metrů se umístila na 6. místě a v běhu na 200 metrů se umístila na 7. místě. Drží ženský rekord Pobřeží slonoviny v běhu na 100 metrů a africký rekord v běhu na 200 metrů venku i v hale. V běhu na 60 metrů její osobní rekord je 6,99 sekundy z února 2013. Tento čas byl v roce 2014 sedmým nejlepším časem v běh na 60 metrů v historii.
Na mistrovství světa v Londýně v roce 2017 doběhla ve finále běhu na 100 metrů čtvrtá. V březnu 2018 se v Birminghamu stala halovou mistryní světa v běhu na 60 metrů. V roce 2018 se stala celkovou vítězkou Diamantové ligy v běhu na 100 m.